# Florida State Road 9B
Die Florida State Road 9B ist eine State Route im US-Bundesstaat Florida, die auf einer Länge von gut 12 Kilometern von Jacksonville ins südlich gelegene St. Johns County führt und autobahnähnlich ausgebaut ist. Die Straße wird vom Florida Department of Transportation (FDOT) betrieben.

## Streckenverlauf
Im Sommer 2010 begann der Bau des ersten Abschnittes vom Autobahnring I-295 nach Süden bis zum U.S. Highway 1, die Eröffnung erfolgte im September 2013. Im Frühling 2013 wurde die erste Erweiterung bis zur Interstate 95 begonnen und im Juni 2016 eröffnet. Baubeginn für einen dritten Abschnitt bis zum St. Johns Parkway war im September 2015. Dieser wird nach Fertigstellung Interstate 795.